# Johann Christoph Döderlein
Johann Christoph Döderlein (Bad Windsheim, 20 janvier 1746-Iéna, 2 décembre 1792), est un théologien allemand. 

## Biographie
Il est professeur aux universités d'Altdorf et d'Iéna.

## Œuvres
- Curae exegeticae in quaendam V. Test. oracula. Altdorf 1770
- Jesias, ex recensione textus hebr. ad codd. quorundam MStor. & versionum antiquar, fidem, lat. vertit. Altdorf 1775, 1780, 1789
- Hugo Grotii Annotat, in V. Test. emendatius edidit, & brevibus complurium locorum dilucidationibus auxit. Halle 1776
- Fragmente und Antifragmente. Nürnberg 1776 (En ligne), 1781, 1788
- Institutio Theologi Christiani in capitibus Religionis theoreticis nostris Temporibus accommodata. Monath & Kusler, Nürnberg-Altdorf, 1782 (En ligne); 1783 2. Bd. (En ligne); 1787 (En ligne); 1797, vol. 1 (En ligne); vol. 2 (Online);
- Sprüche Salomons, neu übersetzt mit erläuternden Anmerkungen. Altdorf 1778, 1782 (En ligne), 1786
- Auserlesene Theologische Bibliothek, darinnen von den wichtigsten theologischen in- und ausländischen Büchern und Schriften Nachricht gegeben wird. Johann Gottlieb Immanuel Breitkopf, Leipzig, 1780, 4 vol. (En ligne); 1787, 4. vol.,  (En ligne)
- Illustris Viri Domini Christophori Iacobi Trewii Medicinae Doctoris. 1780 (En ligne)
- Salomons Prediger und hohes Lied. Iéna, 1787 (En ligne)
- Christlicher Religionsunterricht nach den Bedürfnissen unserer Zeit. Georg Peter Monath, Nürnberg & Altdorf, 1789, 4. vol. (En ligne); 1790, (En ligne); 1791, 2. vol., (En ligne);
- Opuscula Theologica., Iéna, 1789 (En ligne)
- Scholia in Liberos veteris Testamenti poeticos Jacobum psalmos et tres salomonis. Jo. Jacob Curt, Halle, 1779, (En ligne)
- Giebt uns die Bibel Hofnung zu einer künftigen allgemeinen Judenbekehrung? Nuremberg 1781 (En ligne)
- Curarum exegeticarum et criticarum in quaendam veteris testamenti oracula. Nuremberg 1770 (En ligne)
- Leben und Verdienste Johann Sigmund Mörls, vordersten Predigers, Professors und Bibliothekars in Nürnberg. Monath & Kußler, Nürnberg-Altdorf, 1793 (En ligne)
- Erläuterung des Vater Unsers für gemeine Christen. Nürnberg 1788 (Online)
- Kurzer Entwurf der christlichen Sittenlehre., Iéna, 1789 (En ligne)